# Crátipo de Atenas
Crátipo (grego antigo: Κράτιππος, fl. c. 375 a.C.) foi um historiador grego. Existem apenas três ou quatro referências a ele na literatura antiga e sua importância deriva por ter sido identificado por diversos especialistas (como Friedrich Blass, por ex.) como o autor de um histórico fragmento descoberto por Grenfell e Hunt no início do século XX (Papiros de Oxirrinco). O fragmento em si foi publicado em Oxyrhynchus Papyri, vol. v, e é conhecido como Hellenica Oxyrhynchia. Esta suposição pode ser considerada como quase certa a partir de uma passagem em Plutarco de que ele seria um autor de Atenas, tendo vivido numa data intermediária entre Tucídides e Xenofonte e que seu trabalho continuou a narrativa do primeiro, do ponto no qual o antigo historiador havia parado (410 a.C. até a Batalha de Cnido).